# جایزه بزرگ جشنواره کن
جایزه بزرگ (به فرانسوی: Grand Prix) یکی از جوایز جشنواره فیلم کن است، که توسط داوران به فیلمی از قسمت رقابت اصلی جشنواره داده می‌شود. این جایزه از نظر اعتبار بعد از نخل طلا قرار می‌گیرد.

## برندگان جایزه
| سال                                                  | فیلم                                                                                      | کارگردان                                             | ملیت کارگردان                                        |
| جوایز اهدایی تحت عنوان «جایزهٔ بزرگ ویژهٔ هیئت داوران» | جوایز اهدایی تحت عنوان «جایزهٔ بزرگ ویژهٔ هیئت داوران»                                      | جوایز اهدایی تحت عنوان «جایزهٔ بزرگ ویژهٔ هیئت داوران» | جوایز اهدایی تحت عنوان «جایزهٔ بزرگ ویژهٔ هیئت داوران» |
| ---------------------------------------------------- | ----------------------------------------------------------------------------------------- | ---------------------------------------------------- | ---------------------------------------------------- |
| ۱۹۶۷                                                 | تصادف                                                                                     | جوزف لوزی                                            | بریتانیا                                             |
| ۱۹۶۷                                                 | کولی‌های خوشبخت هم دیده‌ام (Skupljači perja)                                                | آلکساندر پتروویچ                                     | یوگسلاوی                                             |
| ۱۹۶۹                                                 | اودالن ۳۱                                                                                 | بو ویدربرگ                                           | سوئد                                                 |
| ۱۹۷۰                                                 | بازجویی از یک شهروند دور از سوءظن (Indagine su un cittadino al di sopra di ogni sospetto) | الیو پتری                                            | ایتالیا                                              |
| ۱۹۷۱                                                 | جانی تفنگش را برداشت                                                                      | دالتون ترامبو                                        | ایالات متحدهٔ آمریکا                                  |
| ۱۹۷۱                                                 | فرار از خانه                                                                              | میلوش فورمن                                          | چکسلواکی                                             |
| ۱۹۷۲                                                 | سولاریس (Солярис, Solyaris)                                                               | آندری تارکوفسکی                                      | شوروی                                                |
| ۱۹۷۳                                                 | مامان و روسپی (La Maman et la putain)                                                     | ژان اوستاش                                           | فرانسه                                               |
| ۱۹۷۴                                                 | داستان‌های عشقی هزار و یک شب (Il fiore delle Mille e una notte)                            | پیر پائولو پازولینی                                  | ایتالیا                                              |
| ۱۹۷۵                                                 | معمای کاسپار هاوزر (Jeder für sich und Gott gegen alle)                                   | ورنر هرتسوک                                          | آلمان غربی                                           |
| ۱۹۷۶                                                 | پرورش کلاغ‌ها                                                                              | کارلوس سائورا                                        | اسپانیا                                              |
| ۱۹۷۶                                                 | مارکیز او                                                                                 | اریک رومر                                            | فرانسه                                               |
| ۱۹۷۸                                                 | فریاد                                                                                     | یژی اسکولیموفسکی                                     | لهستان                                               |
| ۱۹۷۸                                                 | بای‌بای میمون (Ciao maschio)                                                               | مارکو فرری                                           | ایتالیا                                              |
| ۱۹۷۹                                                 | سیبریایی (فیلم) (Сибириада, Sibiriada)                                                    | آندری کونچالوفسکی                                    | شوروی                                                |
| ۱۹۸۰                                                 | عموی آمریکایی‌ام                                                                           | آلن رنه                                              | فرانسه                                               |
| ۱۹۸۱                                                 | چند سال نوری دور                                                                          | آلن تانر                                             | سوئیس                                                |
| ۱۹۸۲                                                 | شب سن لورنزو (La Notte di San Lorenzo)                                                    | برادران تاویانی                                      | ایتالیا                                              |
| ۱۹۸۳                                                 | معنای زندگی از مانتی پایتان                                                               | تری جونز                                             | بریتانیا                                             |
| ۱۹۸۴                                                 | خاطراتی برای بچه‌هایم                                                                      | مارتا مساروش                                         | مجارستان                                             |
| ۱۹۸۵                                                 | بردی                                                                                      | آلن پارکر                                            | بریتانیا                                             |
| ۱۹۸۶                                                 | ایثار (Offret)                                                                            | آندری تارکوفسکی                                      | شوروی                                                |
| ۱۹۸۷                                                 | توبه (მონანიება, Monanieba)                                                               | تنگیز آبولادزه                                       | شوروی                                                |
| ۱۹۸۸                                                 | یک دنیا فاصله                                                                             | کریس منجس                                            | بریتانیا                                             |
| جوایز اهدایی تحت عنوان «جایزهٔ بزرگ هیئت داوران»      |                                                                                           |                                                      |                                                      |
| ۱۹۸۹                                                 | سینما پارادیزو (Nuovo Cinema Paradiso)                                                    | جوزپه تورناتوره                                      | ایتالیا                                              |
| ۱۹۸۹                                                 | زیادی برات خوشگله (Trop belle pour toi)                                                   | برتران بلیه                                          | فرانسه                                               |
| ۱۹۹۰                                                 | تیلای (Tilaï)                                                                             | ایدریسا اودرائوگو                                    | بورکینافاسو                                          |
| ۱۹۹۰                                                 | نیش مرگ (死の棘, Shi no Toge)                                                             | کوهی اوگوری                                          | ژاپن                                                 |
| ۱۹۹۱                                                 | مزاحم زیبا                                                                                | ژاک ریوت                                             | فرانسه                                               |
| ۱۹۹۲                                                 | بچه‌های دزدیده‌شده (Il Ladro di bambini)                                                    | جانی آملیو                                           | ایتالیا                                              |
| ۱۹۹۳                                                 | خیلی دور، خیلی نزدیک (In weiter Ferne, so nah!)                                           | ویم وندرس                                            | آلمان                                                |
| ۱۹۹۴                                                 | برای زندگی (活着, huó zhe)                                                                | ژانگ ییمو                                            | چین                                                  |
| ۱۹۹۴                                                 | آفتاب‌سوخته (Утомлённые солнцем, Utomlyonnye solntsem)                                     | نیکیتا میخالکوف                                      | روسیه                                                |
| جوایز اهدایی تحت عنوان «جایزهٔ بزرگ»                  |                                                                                           |                                                      |                                                      |
| ۱۹۹۵                                                 | نگاه خیره اولیس (To Vlemma tou Odyssea)                                                   | تئو آنگلوپولوس                                       | یونان                                                |
| ۱۹۹۶                                                 | شکستن امواج                                                                               | لارس فون تریه                                        | دانمارک                                              |
| ۱۹۹۷                                                 | آخرت شیرین                                                                                | آتوم اگویان                                          | کانادا                                               |
| ۱۹۹۸                                                 | زندگی زیباست (La vita è bella)                                                            | روبرتو بنینی                                         | ایتالیا                                              |
| ۱۹۹۹                                                 | انسانیت                                                                                   | برونو دومن                                           | فرانسه                                               |
| ۲۰۰۰                                                 | شیاطین دم در (鬼子来了)                                                                   | جیانگ ون                                             | چین                                                  |
| ۲۰۰۱                                                 | معلم پیانو (La Pianiste)                                                                  | میشائل هانکه                                         | اتریش                                                |
| ۲۰۰۲                                                 | مرد بدون گذشته (Mies vailla menneisyyttä)                                                 | آکی کائوریسماکی                                      | فنلاند                                               |
| ۲۰۰۳                                                 | اوزاک                                                                                     | نوری بیلگه جیلان                                     | ترکیه                                                |
| ۲۰۰۴                                                 | اولدبوی (올드보이)                                                                        | پارک چان-ووک                                         | کره جنوبی                                            |
| ۲۰۰۵                                                 | گل‌های پرپر                                                                                | جیم جارموش                                           | ایالات متحدهٔ آمریکا                                  |
| ۲۰۰۶                                                 | Flanders                                                                                  | برونو دومن                                           | فرانسه                                               |
| ۲۰۰۷                                                 | جنگل سوگوار (殯の森, Mogari no Mori)                                                      | نایومی کاواسه                                        | ژاپن                                                 |
| ۲۰۰۸                                                 | گومورا (Gomorra)                                                                          | ماتئو گارونه                                         | ایتالیا                                              |
| ۲۰۰۹                                                 | یک پیامبر (Un prophète)                                                                   | ژاک اودیار                                           | فرانسه                                               |
| ۲۰۱۰                                                 | در باب خدایان و انسان‌ها (Des hommes et des dieux)                                         | زاویه بووا                                           | فرانسه                                               |
| ۲۰۱۱                                                 | روزی روزگاری در آناتولی (Bir Zamanlar Anadolu'da)                                         | نوری بیلگه جیلان                                     | ترکیه                                                |
| ۲۰۱۱                                                 | پسری با دوچرخه (Le Gamin au vélo)                                                         | The Dardenne Brothers                                | بلژیک                                                |
| ۲۰۱۲                                                 | واقعیت                                                                                    | ماتئو گارونه                                         | ایتالیا                                              |
| ۲۰۱۳                                                 | درون لوین دیویس                                                                           | Joel and Ethan Coen                                  | ایالات متحدهٔ آمریکا                                  |
| ۲۰۱۴                                                 | شگفتی‌ها                                                                                   | آلیچه رورواکر                                        | ایتالیا                                              |
| ۲۰۱۵                                                 | پسر شائول (Saul fia)                                                                      | لاسلو نمش                                            | مجارستان                                             |
| ۲۰۱۶                                                 | اینجا ته دنیاست (Juste la fin du monde)                                                   | زاویه دولان                                          | کانادا                                               |
| ۲۰۱۷                                                 | ۱۲۰ تپش در دقیقه (120 battements par minute)                                              | ربان کامپیلو                                         | فرانسه                                               |
| ۲۰۱۸                                                 | بلکککلنزمن                                                                                | اسپایک لی                                            | ایالات متحدهٔ آمریکا                                  |
| ۲۰۱۹                                                 | آتلانتیک (Atlantique)                                                                     | متی دیوپ                                             | فرانسه                                               |
| ۲۰۲۰                                                 | به علّت همه‌گیری کووید-۱۹ جشنواره برگزار نشد.                                               | به علّت همه‌گیری کووید-۱۹ جشنواره برگزار نشد.          | به علّت همه‌گیری کووید-۱۹ جشنواره برگزار نشد.          |
| ۲۰۲۱                                                 | قهرمان (A Hero)                                                                           | اصغر فرهادی                                          | ایران                                                |
| ۲۰۲۱                                                 | کوپه شماره ۶ (Compartment No. 6)                                                          | یوهو کاسمانن                                         | فنلاند                                               |
| ۲۰۲۲                                                 | نزدیک (Close)                                                                             | لوکاس دونت                                           | بلژیک                                                |
| ۲۰۲۲                                                 | ستاره‌ها هنگام ظهر (The Stars at Noon)                                                     | کلر دنی                                              | فرانسه                                               |
| ۲۰۲۳                                                 | منطقه دلخواه (The Zone of Interest)                                                       | جاناتان گلیزر                                        | بریتانیا، لهستان                                     |
| ۲۰۲۴                                                 | All We Imagine as Light                                                                   | Payal Kapadia                                        | هند، فرانسه، ایتالیا، هلند                           |

## برندگان چندباره
۲ برد
- آندری تارکوفسکی (۱۹۷۲، ۱۹۸۶)
- برونو دومن (۱۹۹۹، ۲۰۰۶)
- نوری بیلگه جیلان (۲۰۰۳، ۲۰۱۱)
- ماتئو گارونه (۲۰۰۸، ۲۰۱۲)